# 외계인 알프
외계인 알프(ALF)는 미국 NBC의 텔레비전 드라마이다. UFO에서 온 우주인이 지구인과 같이 산다는 내용이다.
대한민국에서는 MBC에서 1989년부터 1990년까지 방영되었다.

## 출연
- 폴 푸스코 - 앨프 역
- 맥스 라이트 - 윌리 태너 역
- 앤 셔딘 - 케이트 태너 역
- 앤드리아 엘슨 - 린 태너 역
- 벤지 그레고리 - 브라이언 태너 역

## 한국판 성우진 (MBC)
- 배한성 - 앨프 (폴 푸스코)
- 김태훈 - 윌리 (맥스 라이트)
- 정희선 - 케이트 (앤 셔딘)
- 성유진 - 린 (앤드리아 엘슨)
- 안정현 - 브라이언 (벤지 그레고리)